# Sit dels iungues
El sit dels iungues (Rhynchospiza dabbenei) és un ocell de la família dels passerèl·lids (Passerellidae).

## Descripció
El sit dels iungues és més gros que el seu antic "pare" R. strigiceps. Les parts superiors són marrons amb ratlles més fosques i quantitats variables de marró i gris. És de gris pàl·lid per sota. El cap també és gris amb la capçada de castanya i ratlles postoculars, brida negra i bigoti blanc.

## Distribució i hàbitat
El sit dels iungues és un resident durant tot l'any i endèmic de les iungues andines del sud, una regió estreta a la part oriental dels Andes al sud-oest de Bolívia i al nord-oest d'Argentina. La zona es caracteritza per un clima subtropical de les terres altes i un bosc perenne.

## Vocalització
El cant del sit dels iungues és una sèrie de xiulets que contrasten amb els complexos trinats del sit de coroneta castanya.

## Taxonomia i sistemàtica
El sit dels iungues es va classificar anteriorment com una subespècie de Rhynchospiza strigiceps. Abans d'això, Rhynchospiza s'havia incorporat al gènere Aimophila. Una publicació del 2009 va restaurar el gènere Rhynchospiza i una publicació del 2019 va separar R. dabbenei de R. strigiceps. A partir de la publicació de 2019, el juny de 2020 el Comitè de Classificació Sud-americà (SACC) actualment afiliat a la Unió Internacional d'Ornitòlegs, va dividir R. dabbenei i adoptà el nom en anglès Yungas Sparrow i va rebatejar R. strigiceps sensu stricto anomenant-lo Chaco Sparrow. El Congrés Ornitològic Internacional (COI) va seguir el mateix el gener de 2021.